# 가와구치코정
가와구치코정(河口湖町)은 야마나시현 미나미쓰루군에 있던 정이다.

## 지리
현 남동 군 서단부에 위치하고 있으며 중앙부에는 인접한 아시와다촌, 가쓰야마촌에도 걸리는 가와구치호가 있어 남안이나 주변에 취락이 전개된다. 마을구역의 대부분은 후지산 자락의 벌판 등 산림지대이며 후지 하코네 이즈 국립공원에 속한다.북동부는 미쓰토게 산을 경계로 니시카쓰라 정과 접하고 북부는 오사카 산지를 경계로 오사카 정과 아시카와 촌에 접하며 서부는 아시와다 촌과 가쓰야마 촌에 접하고 남부는 후지하라노를 경계로 나루사와 촌, 후지요시다 시와 접한다.

## 역사
- 1956년 9월 30일 - 고다치촌, 후나쓰촌, 가와구치촌, 오이시촌이 합병해 성립하였다.
- 2003년 11월 15일 - 가쓰야마촌, 이시와다촌이 합병해 후지카와구치코정이 성립하여, 동일 가와구치코정은 폐지되었다.